# Poikkimaantie
Poikkimaantie est une ceinture périphérique à Oulu en Finlande.

## Présentation
Poikkimaantie est une route au sud du centre-ville d'Oulu. 
La route part du port d'Oritkari dans le quartier de Nuottasaari, contourne les quartiers d'Äimärautio, Kaukovainio, Knuutila et d'Oulunsuu, enjambe l'Oulujoki, et se termine au quartier d'Hiukkavaara.
Le tronçon de la Poikkimaantie situé entre la route régionale 847  et la route nationale 22 est nommé yhdystie 8155.
La Poikkimaantie relie les routes nationales 4 et route nationale 22 au port d'Oulu et à la zone du terminal afin que le trafic intense puisse contourner le centre-ville exigu et embouteillé.
En septembre 2018, la Poikkimaantie est devenu une partie de la ceinture périphérique  unifiée d'Oulu lorsque l'extension de Raitotie jusqu'au terminus de la Poikkimaantie à Hiukkavaara a été achevée,.

## Galerie

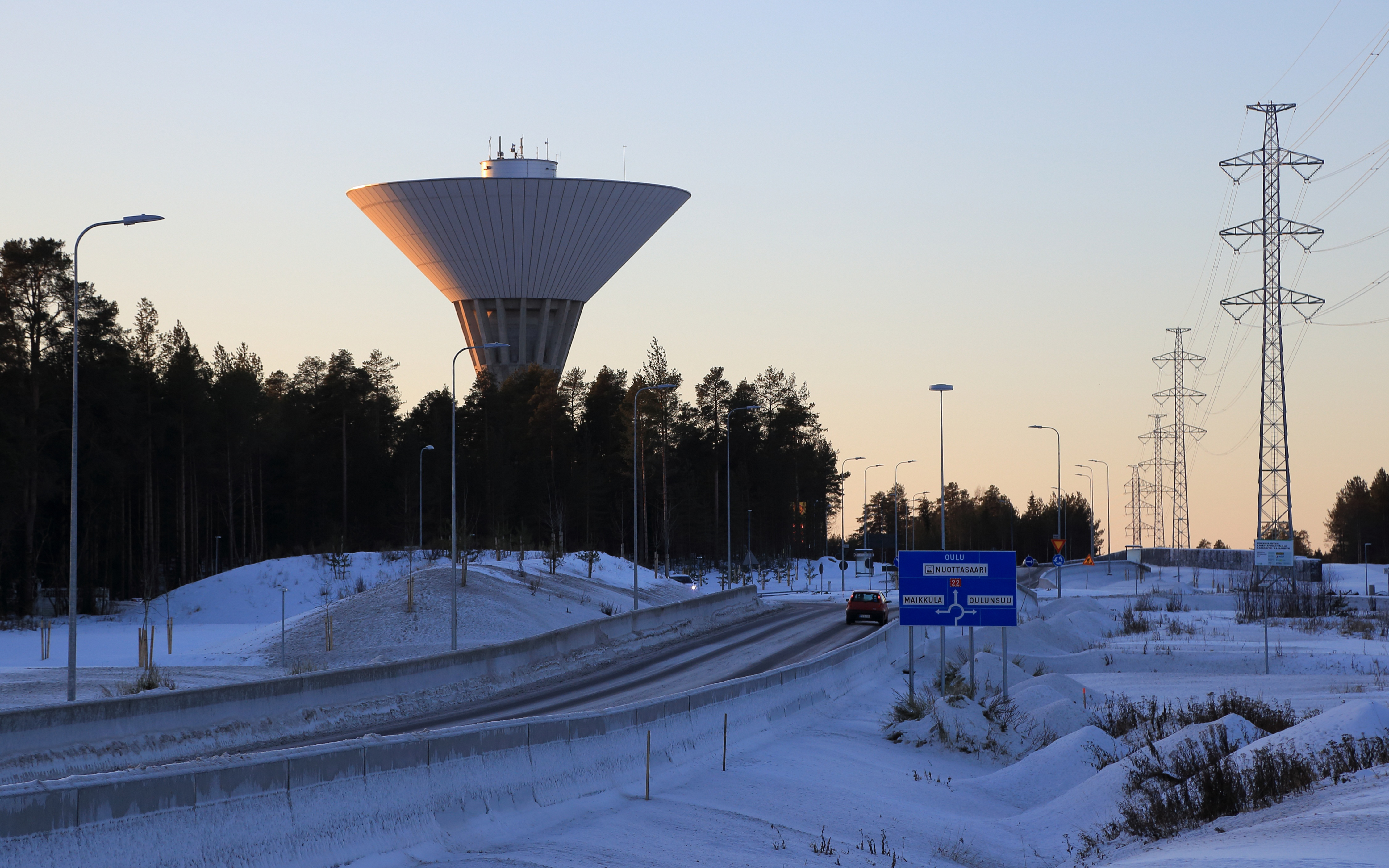
La Poikkimaantie devant le château d'eau de Maikkula.
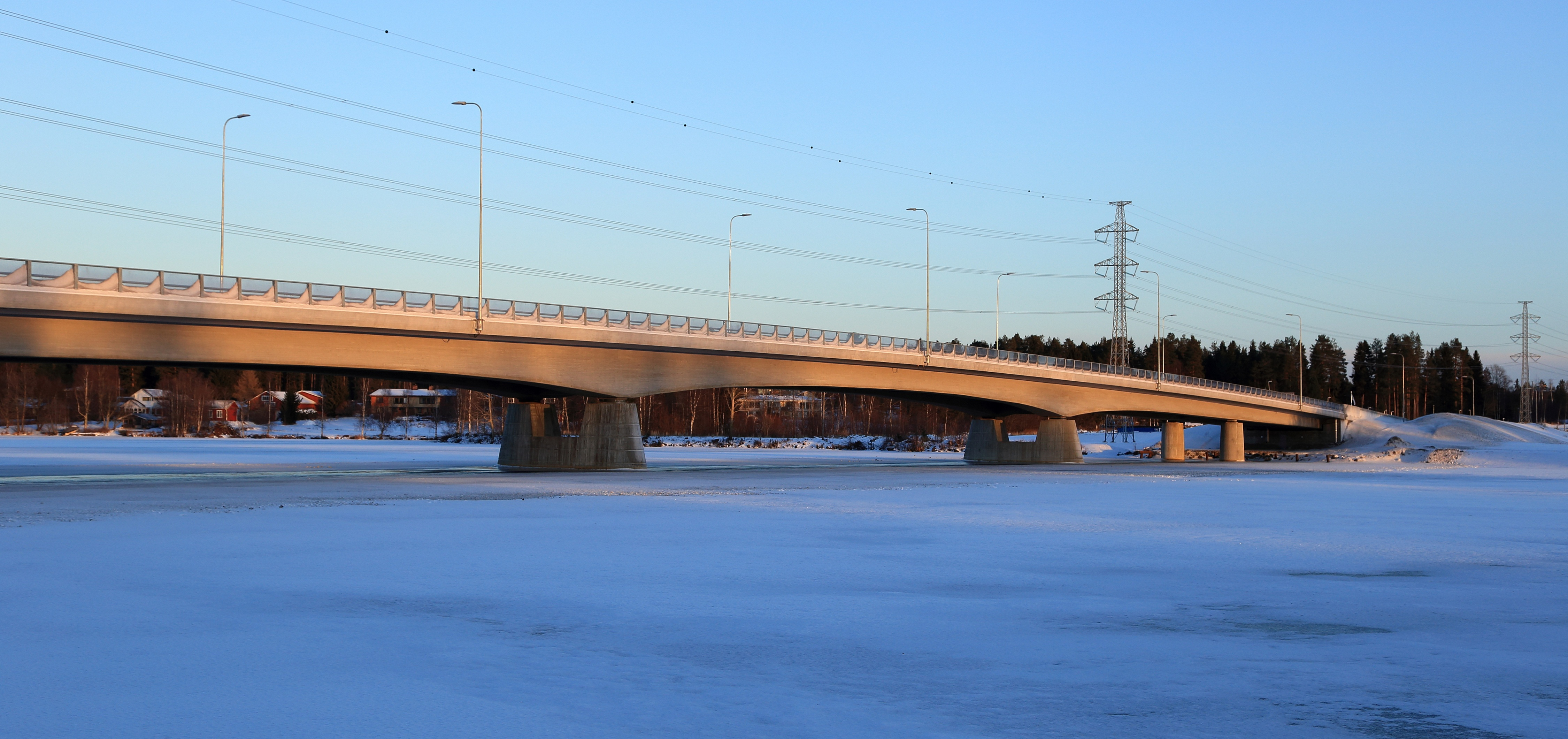
Le pont de la Poikkimaantie.